# Beatriz Gutiérrez Walker
Beatriz Krauthamer de Gutiérrez Walker (1941-9 de septiembre de 2017) fue una abogada, funcionaria pública y política argentina, que se desempeñó como Secretaria de Cultura de Presidencia de la Nación Argentina en los últimos años del gobierno de Carlos Menem, siendo la primera mujer en ocupar el cargo.

## Biografía
Hija de inmigrantes austríacos, estudió abogacía en la Universidad de Buenos Aires. Realizó carrera como abogada, especializándose en derecho de familia y siendo socia de un estudio jurídico.
Comenzó su carrera como funcionaria pública en 1974, bajo el tercer gobierno de Juan D. Perón, desempeñándose como abogada del Fondo Nacional de las Artes, cuando este se encontraba a cargo de Guido Di Tella. A lo largo de su carrera en la Secretaría de Cultura, fue asesora de la Presidencia del Fondo Nacional de las Artes, coordinadora de las Comisiones Nacionales Ejecutivas e Institucionales, subdirectora de la Dirección Nacional de Artes Visuales, Coordinadora de Relaciones Institucionales del Instituto Nacional Sanmartiniano y Directora de Asuntos Legales. Además presidió el Consejo del CERLALC-UNESCO y representó a la Secretaría de Cultura en eventos internacionales.
Fue asesora del secretario de Cultura Pacho O'Donnell, y en junio de 1996 fue designada Subsecretaria. Al ser eliminado el cargo continuó en funciones como Coordinadora General de la Secretaría de Cultura.
Cuando O’Donnell renunció al cargo, el 14 de abril de 1997, fue designada por Carlos Menem como Secretaria de Cultura, dependiente directamente de Presidencia de la Nación. En el cargo, creó el Programa para la Integración de Personas con Discapacidad, denominado «Integrarnos por la Cultura», con el fin de garantizar el acceso a la cultura para personas con discapacidad. En 1998 una denuncia anónima indicó que había realizado gastos privados con fondos de la Secretaría, mostrando boletas que certificaban dichos gastos. Krauthamer expresó que eran gastos legítimos, utilizados como obsequios.
También fue conductora de un programa en Radio Jai y profesora en la entonces Facultad de Derecho y Ciencias Sociales de la Universidad de Buenos Aires. Falleció en septiembre de 2017.